# Didier Neumann
Didier Neumann, né le 13 janvier 1977 à Pont-à-Mousson (Meurthe-et-Moselle), est un footballeur français. Formé au FC Metz, il réalise l'essentiel de sa carrière en Ligue 2, au poste de milieu de terrain défensif.

## Biographie

### Formation au FC Metz
Didier Neumann débute le football dans sa ville natale, Blénod-lès-Pont-à-Mousson à l'âge de 7 ans. Il intègre le FC Metz deux ans plus tard.
En 1991, il dispute la Coupe nationale des minimes avec la sélection de la Ligue de Lorraine. Parmi ses coéquipiers, les futurs professionnels Jean-Philippe Caillet, Youssef Moustaïd, et Fabrice Lepaul. Remarqué par la DTN, il reçoit alors sa première convocation en équipe de France moins de 15 ans en 1991. Il totalisera une vingtaine de sélections dans les équipes de France de jeunes.
Avec les juniors du FC Metz, il est finaliste du championnat de France des moins de 17 ans en 1994. Il signe un contrat stagiaire à l'été 1995 et joue son premier match en équipe première en juillet 1995, à 18 ans, en Coupe Intertoto. En 1997 il est champion de France de National 2 avec la réserve messine, et signe son premier contrat professionnel de quatre ans dans la foulée en Ligue 1.

### Carrière professionnelle
À 22 ans, après être apparu à seulement deux reprises en D1, il est prêté puis vendu à Gueugnon. Avec les Forgerons, il remporte la Coupe de la Ligue en 2000. Les Gueugnonnais participent à la Coupe de l'UEFA, mais sont éliminés au premier tour par l'Iraklis Salonique. En 2001 et 2002 il est le Gueugnonnais le mieux noté au classement des étoiles du magazine France Football,.
Parti à Sedan en 2003, il est finaliste de la Coupe de France en 2005 avec ce club. Il a grandement participé à la montée en Ligue 1 du CSSA lors de la saison 2005-2006 en finissant deuxième de ligue 2 derrière Valenciennes.
De juillet 2006 à 2008, il évolue à Montpellier, entrainé par Jean-François Domergue puis Rolland Courbis avant de partir au Stade lavallois, où il participe à la remontée et au maintien en Ligue 2.
Faute d'un accord avec Laval pour prolonger son contrat, il s'engage en mai 2010 avec l'AS Cannes.
Il met un terme à sa carrière en 2011, à 34 ans.

### Engagements syndicaux
De 2004 à 2006, Didier Neumann est l'un des deux délégués syndicaux de l'UNFP au sein du CS Sedan Ardennes. Il occupe de nouveau cette fonction à Montpellier. De 2004 à 2012 il est membre du comité directeur de l'UNFP.

### Reconversion
Didier Neumann rentre à l'UNFP juste après avoir terminé sa carrière et il est désormais conseiller en formation à l'UNFP. De 2021 à 2023 il prépare un DUGOS (diplôme universitaire gestionnaire des organisations sportives).

## Parcours
- 1994-1999 :  FC Metz
- 1999-2003 :  FC Gueugnon
- 2003-2006 :  CS Sedan-Ardennes
- 2006-2008 :  Montpellier HSC
- 2008-2010 :  Stade lavallois
- 2010-2011 :  AS Cannes[10]

## Palmarès
- Finaliste du championnat de France des moins de 17 ans en 1994 avec le FC Metz.
- Champion de France de National 2 en 1997 avec l'équipe réserve du FC Metz.
- Vainqueur de la Coupe de la Ligue en 2000 avec le FC Gueugnon.
- Finaliste de la Coupe de France en 2005 avec le CS Sedan-Ardennes.
- Vice-champion de deuxième division avec le CS Sedan-Ardennes en 2006
- Vice-champion de National 1 avec le Stade Lavallois en 2009